# Serrat de Purredó
El Serrat de Purredó és un serrat del municipi de Castell de Mur, al Pallars Jussà, dins de l'antic terme de Mur.
És a la part nord-occidental d'aquest antic terme, a ponent de Vilamolat de Mur. En el seu extrem de llevant hi ha la Torre Ginebrell, i hi havia hagut la masia de Casa Ginebrell, a la partida rural de Ginebrell. En el vessant septentrional del serrat, al límit del terme, hi ha la partida de Ço del Nin.
Mena a aquest serrat el Camí de Purredó, i pel seu costat sud-oest discorre el Camí de Fórnols.